# Charlotte Amélie de la Trémoille
Charlotte Amélie de la Trémoille, född 1652, död 1732, var en dansk hovfunktionär och memoarskrivare.
Hon var hofdame (hovfröken) till sin moster, Danmarks drottning Charlotta Amalia av Hessen-Kassel, mellan 1672 och 1680. Hon var känd som drottningens favorit och gunstling. Hon gifte sig 1680 med greve Anton I av Aldenburg. Han dog dock senare samma år.
Hennes memoarer, som skildrar hennes liv mellan 1652 och 1719, har bevarats.